# Sonate K. 344
La sonate K. 344 (F.292/L.295) en la majeur est une œuvre pour clavier du compositeur italien Domenico Scarlatti.

## Présentation
La sonate K. 344 en la majeur, notée Allegro, forme sans doute une paire avec la sonate précédente. Écrite à deux voix, elle est pleine de séquences harmoniques phrygiennes, bien qu'écrite clairement dans un style « italien ».

## Manuscrits
Le manuscrit principal est le numéro 19 du volume VII (Ms. 9778) de Venise (1754), copié pour Maria Barbara ; les autres sont Parme IX 17 (Ms. A. G. 31414) et Münster IV 64 (Sant Hs 3967).

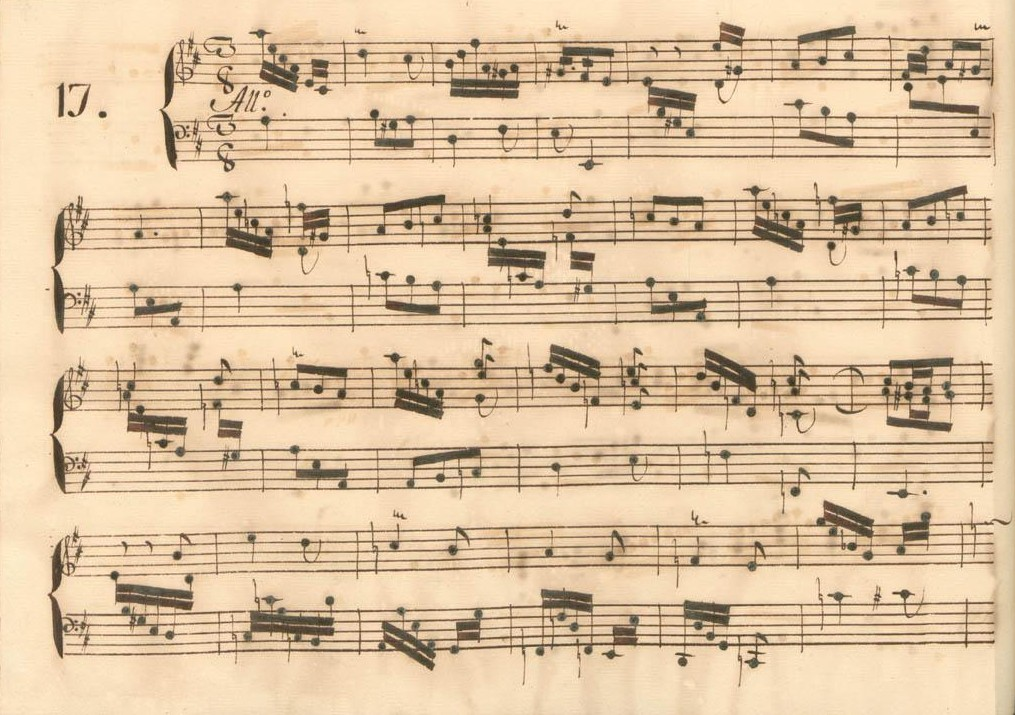
Parme IX 17.
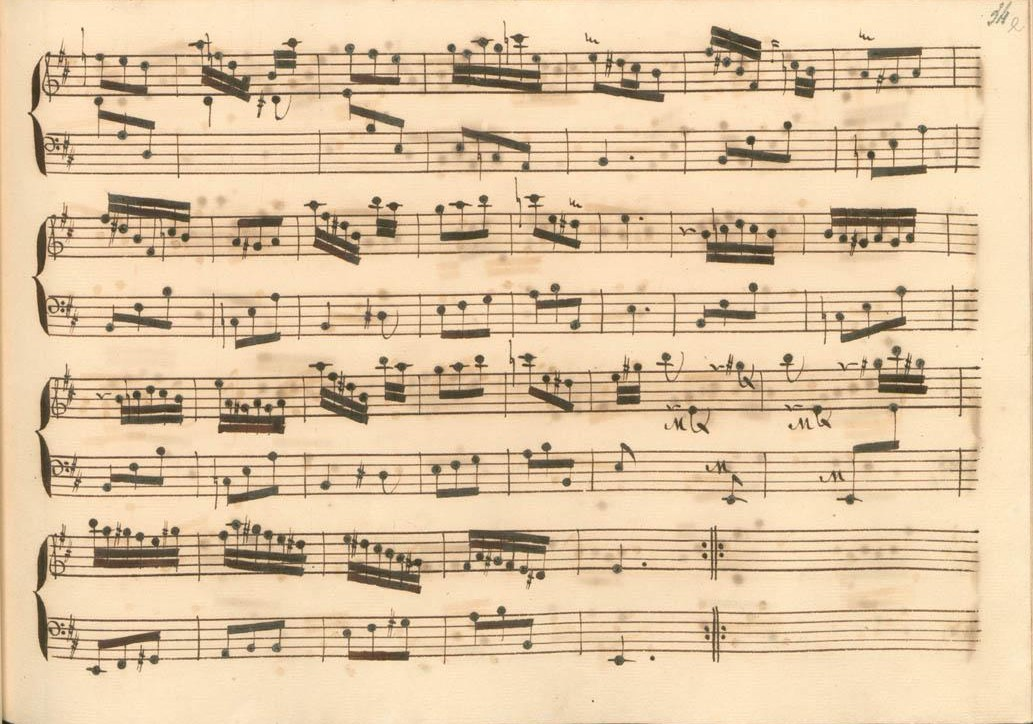
Parme IX 17 (fin de la première section).
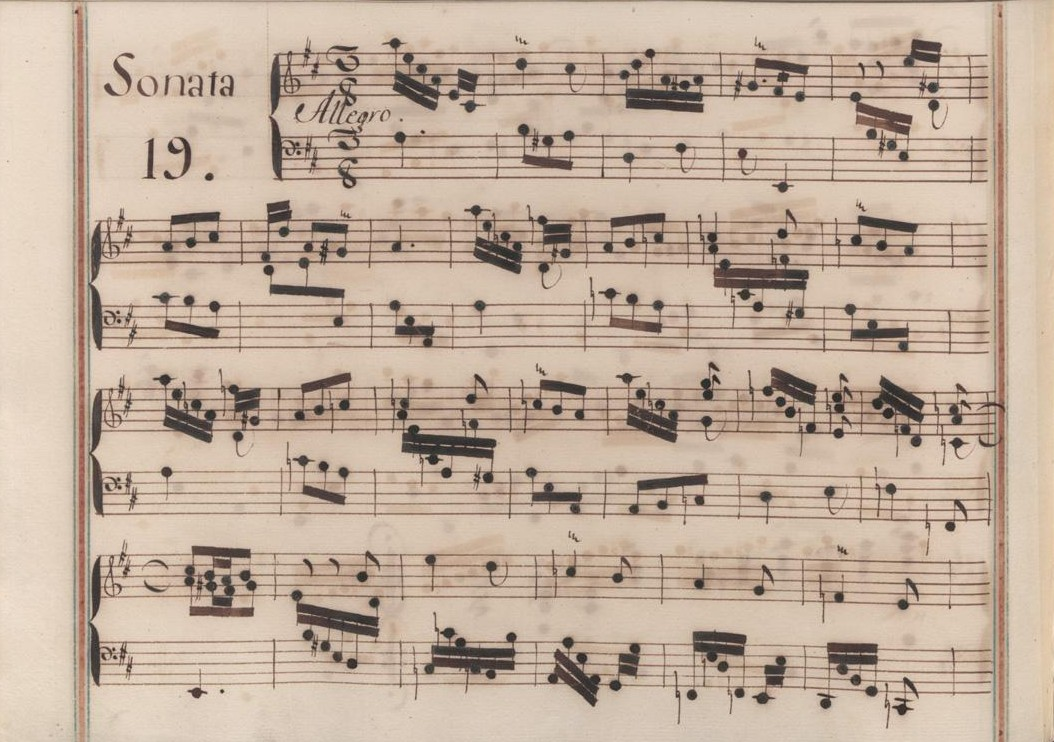
Venise VII 19.
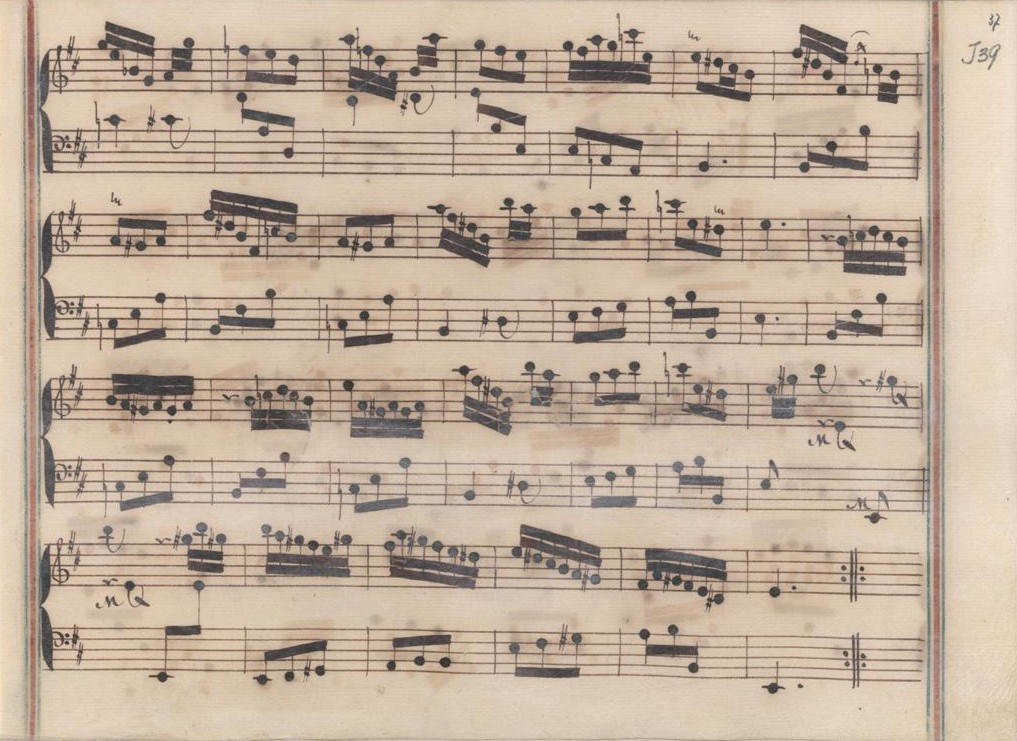
Venise VII 19 (fin de la première section).
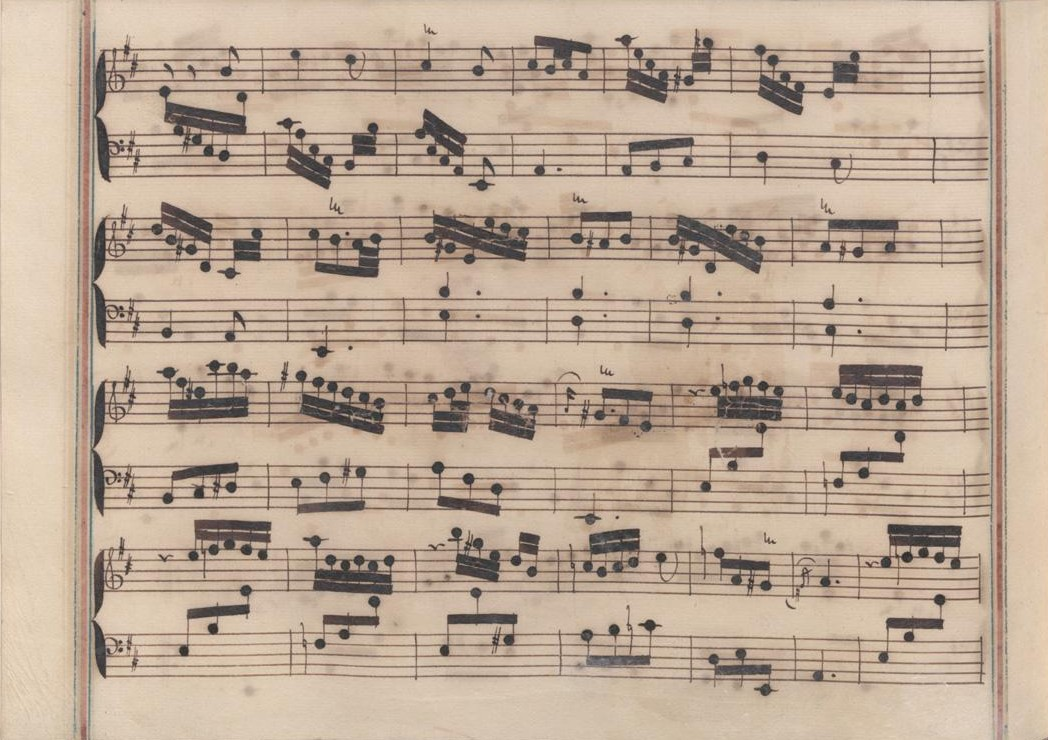
Venise VII 19 (début de la seconde partie).
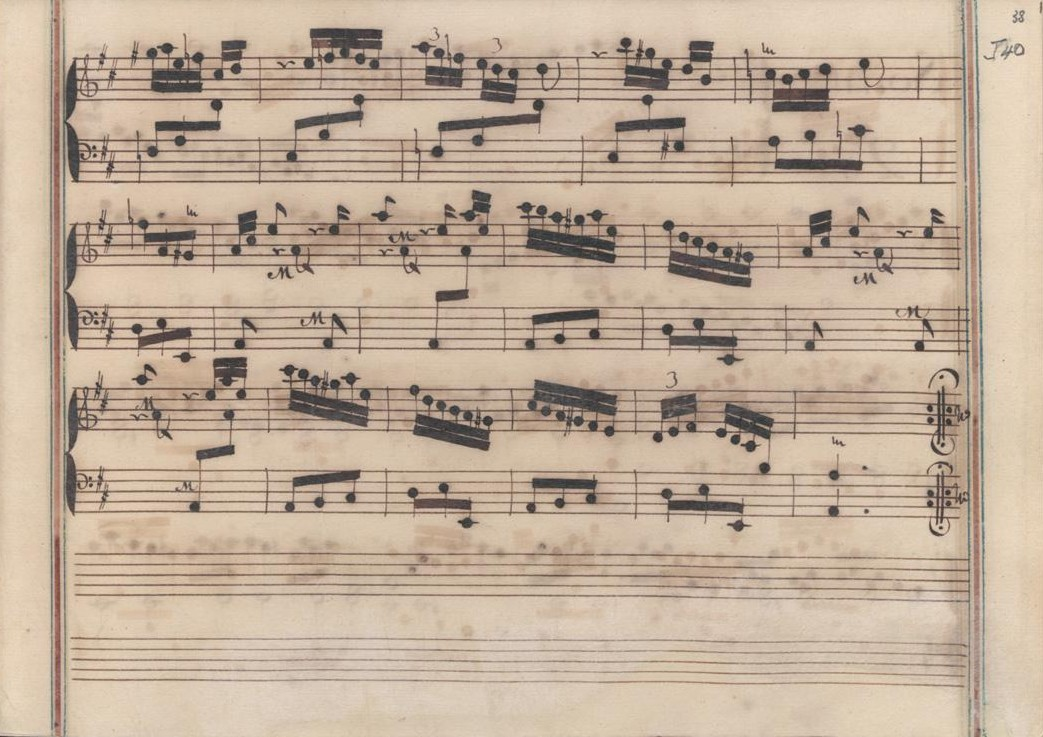
Venise VII 19 (fin de la sonate).

## Interprètes
La sonate K. 344 est défendue au piano notamment par Francesco Nicolosi (2007, Naxos, vol. 9), Carlo Grante (2013, Music & Arts, vol. 4) ; au clavecin par Scott Ross (1985, Erato), Richard Lester (2003, Nimbus, vol. 3) et Pieter-Jan Belder (Brilliant Classics, vol. 8).

## Sources
: document utilisé comme source pour la rédaction de cet article.
- Ralph Kirkpatrick (trad. de l'anglais par Dennis Collins), Domenico Scarlatti, Paris, Lattès, coll. « Musique et Musiciens », 1982 (1re éd. 1953 (en)), 493 p. (ISBN 978-2-7096-0118-4, OCLC 954954205, BNF 34689181).
- Alain de Chambure, « Domenico Scarlatti : Intégrale des sonates — Scott Ross », Erato (2564-62092-2), 1985 (OCLC 891183737) .
- (en) Carlo Grante, « Domenico Scarlatti, intégrale des sonates pour clavier (vol. 4) », Music & Arts (CD-1293), 2016 (OCLC 1020680576) .